# Паул Целан
Паул Цéлан (на немски: Paul Celan) е литературният псевдоним на Паул Анчел. Смятан е за австрийски поет, понеже израства в немскоезична среда и създава творбите си на немски език. Самият Целан настоява презимето му да бъде произнасяно с ударение на първата сричка.

## Биография и творчество
Паул Песах Анчел (Паул Цéлан) е роден в немскоговорещо еврейско семейство в гр. Чернивци, сегашна Украйна, тогава част от Румъния след разпадането на Австро-Унгария.
През 1938 Целан заминава да следва медицина в Тур във Франция, а след избухването на Втората световна война записва през 1939 литература и романистика в Черновицкия университет. В 1942 г. като евреин е пратен в трудов лагер в Румъния, а родителите му и много близки загиват в концлагер.
След войната Целан се завръща в Чернивци, за да завърши следването си, а после отива в Букурещ, където работи като лектор и преводач. В 1947 г. избягва от сталинисткия режим през Унгария във Виена, където публикува първата си поетическа книга „Пясък от урните“ (1948) и после заминава за Париж – там следва германистика и езикознание. Среща се с поетесата Ингеборг Бахман, с която изживява краткотрайна, но „демонична“ любовна връзка. Втората си стихосбирка „Мак и памет“ (1952) поетът съставя в Париж. В 1955 г. Паул Целан придобива френско гражданство и от 1959 г. е доцент в Екол нормал супериор на Парижкия университет.
В стихосбирката „От праг до праг“ (1955) Целан изследва „структурата на онемяването“, лишаването на човека от словесна способност. Следващите му книги – „Езикова решетка“ (1959), „Ничия роза“ (1963), „Сетен дъх“ (1967), „Разнищени слънца“ (1968), „Принудата на светлината“ (1970), и посмъртно издадените – „Снежен дял“ (1971) и „Стопанство на времето“ (1976) го утвърждават като един от най-големите немскоезични поети на новото време.
Едва 49-годишен Паул Целан се самоубива в Париж, като се хвърля в Сена от моста „Мирабо“.

## Преводи
Целан си създава име и на проникновен преводач на френска, англоезична, италианска, румънска и руска поезия – под перото му са претворени на немски език творби от Антонен Арто, Гийом Аполинер, Шарл Бодлер, Андре Бретон, Рьоне Шар, Пол Елюар, Стефан Маларме, Анри Мишо, Артюр Рембо, Пол Валери, Морис Метерлинк, Фернандо Песоа и Пабло Пикасо от Емили Дикинсън, Робърт Фрост, Уилям Шекспир и Джон Дън, от Джузепе Унгарети и Тудор Аргези, от Александър Блок, Велимир Хлебников, Осип Манделщам, Сергей Есенин, Евгений Евтушенко и много други.

## Влияние
Още ранните книги на Целан намират широк отзвук и го представят като дълбок и сложен поет с трудно проницаем изказ и богата метафорика. В творчеството му се долавят библейски мотиви и хасидистки впечатления от детството, влияния от Иван Гол, Елзе Ласкер-Шюлер и поезията на френските сюрреалисти. Основно духовно състояние в поезията на Целан е чувството за нараненост и дирене на нова действителност. Стиховете му са безримни, със строга структура, често организирани на музикален принцип. Особена известност придобива поемата му „Фуга на Смъртта“, създадена още през 1945 г., с тема унищожаването на евреите в националсоциалистическите концлагери.

## Награди и отличия
- 1957: Förderpreis des Kulturkreises der deutschen Wirtschaft im Bundesverband der Deutschen Industrie
- 1958: „Бременска литературна награда“
- 1960: „Награда Георг Бюхнер“
- 1964: „Голяма художествена награда на провинция Северен Рейн-Вестфалия“

В чест на поета преводач Немският литературен фонд учредява през 1988 г. наградата „Паул Целан“ за изтъкнати преводачески постижения.